# 2012-es GP2 bahreini nagydíj
A 2012-es GP2 bahreini nagydíj első fordulója volt a 2012-es GP2-szezon második versenye, amelyet 2012. április 20. és április 22. között rendeztek meg a bahreini Bahrain International Circuiten, Szahírban, a 2012-es Formula–1 bahreini nagydíj betétfutamaként. A második fordulóra 2012. április 27. és április 28. között került sor önálló fordulóként, amely a 2012-es GP2-szezon harmadik versenye volt.

## Eredmények (első forduló)

### Időmérő
| Helyezés | Rajtszám | Versenyző           | Csapat                  | Idő      | Rajthely |
| -------- | -------- | ------------------- | ----------------------- | -------- | -------- |
| 1        | 3        | Davide Valsecchi    | DAMS                    | 1:41.200 | 1        |
| 2        | 10       | Esteban Gutiérrez   | Lotus GP                | 1:41.479 | 2        |
| 3        | 4        | Felipe Nasr         | DAMS                    | 1:41.785 | 3        |
| 4        | 5        | Fabio Leimer        | Racing Engineering      | 1:41.798 | 4        |
| 5        | 1        | Johnny Cecotto, Jr. | Barwa Addax Team        | 1:41.858 | 5        |
| 6        | 16       | Stéphane Richelmi   | Trident Racing          | 1:41.862 | 6        |
| 7        | 7        | Marcus Ericsson     | iSport International    | 1:41.933 | 17*      |
| 8        | 9        | James Calado        | Lotus GP                | 1:41.939 | 7        |
| 9        | 23       | Luiz Razia          | Arden International     | 1:41.962 | 8        |
| 10       | 26       | Max Chilton         | Carlin                  | 1:41.980 | 9        |
| 11       | 27       | Rio Haryanto        | Carlin                  | 1:42.097 | 10       |
| 12       | 12       | Giedo van der Garde | Caterham Racing         | 1:42.139 | 11       |
| 13       | 8        | Jolyon Palmer       | iSport International    | 1:42.156 | 12       |
| 14       | 2        | Dani Clos           | Barwa Addax Team        | 1:42.158 | 13       |
| 15       | 21       | Tom Dillmann        | Rapax                   | 1:42.190 | 14       |
| 16       | 15       | Fabio Onidi         | Scuderia Coloni         | 1:42.374 | 15       |
| 17       | 11       | Rodolfo González    | Caterham Racing         | 1:42.409 | 16       |
| 18       | 6        | Nathanaël Berthon   | Racing Engineering      | 1:42.427 | 18       |
| 19       | 17       | Julián Leal         | Trident Racing          | 1:42.456 | 19       |
| 20       | 18       | Fabrizio Crestani   | Venezuela GP Lazarus    | 1:42.706 | 20       |
| 21       | 24       | Brendon Hartley     | Ocean Racing Technology | 1:42.782 | 26**     |
| 22       | 14       | Stefano Coletti     | Scuderia Coloni         | 1:42.853 | 21       |
| 23       | 25       | Nigel Melker        | Ocean Racing Technology | 1:42.895 | 22       |
| 24       | 22       | Simon Trummer       | Arden International     | 1:43.014 | 23       |
| 25       | 19       | Giancarlo Serenelli | Venezuela GP Lazarus    | 1:43.907 | 24       |
| 26       | 20       | Ricardo Teixeira    | Rapax                   | 1:44.078 | 25       |

Megjegyzés:

* Marcus Ericsson 10 rajthelyes büntetést kapott a Sepangban való elkerülhető baleset okozása miatt.

** Brendon Hartley 5 rajthelyes büntetést kapott az időmérőn Giedo van der Garde-val való ütközés miatt.

### Főverseny
| Helyezés                                                         | Rajtszám | Versenyző           | Csapat                  | Futott kör | Idő/Kiesés oka | Rajthely | Pont        |
| ---------------------------------------------------------------- | -------- | ------------------- | ----------------------- | ---------- | -------------- | -------- | ----------- |
| 1                                                                | 3        | Davide Valsecchi    | DAMS                    | 32         | 59:31.115      | 1        | 31 (25+4+2) |
| 2                                                                | 23       | Luiz Razia          | Arden International     | 32         | +7.770         | 8        | 18          |
| 3                                                                | 10       | Esteban Gutiérrez   | Lotus GP                | 32         | +13.528        | 2        | 15          |
| 4                                                                | 26       | Max Chilton         | Carlin                  | 32         | +14.088        | 9        | 12          |
| 5                                                                | 9        | James Calado        | Lotus GP                | 32         | +16.278        | 7        | 10          |
| 6                                                                | 21       | Tom Dillmann        | Rapax                   | 32         | +16.559        | 14       | 8           |
| 7                                                                | 5        | Fabio Leimer        | Racing Engineering      | 32         | +17.243        | 4        | 6           |
| 8                                                                | 15       | Fabio Onidi         | Scuderia Coloni         | 32         | +28.109        | 15       | 4           |
| 9                                                                | 27       | Rio Haryanto        | Carlin                  | 32         | +32.846        | 10       | 2           |
| 10                                                               | 24       | Brendon Hartley     | Ocean Racing Technology | 32         | +36.093        | 26       | 1           |
| 11                                                               | 16       | Stéphane Richelmi   | Trident Racing          | 32         | +37.377        | 6        |             |
| 12                                                               | 17       | Julián Leal         | Trident Racing          | 32         | +38.677        | 19       |             |
| 13                                                               | 7        | Marcus Ericsson     | iSport International    | 32         | +40.627        | 17       |             |
| 14                                                               | 18       | Fabrizio Crestani   | Venezuela GP Lazarus    | 32         | +41.009        | 20       |             |
| 15                                                               | 11       | Rodolfo González    | Caterham Racing         | 32         | +44.028        | 16       |             |
| 16                                                               | 22       | Simon Trummer       | Arden International     | 32         | +44.552        | 23       |             |
| 17                                                               | 20       | Ricardo Teixeira    | Rapax                   | 32         | +47.776        | 25       |             |
| 18                                                               | 19       | Giancarlo Serenelli | Venezuela GP Lazarus    | 32         | +52.464        | 24       |             |
| 19                                                               | 2        | Dani Clos           | Barwa Addax Team        | 30         | *              | 13       |             |
| 20                                                               | 25       | Nigel Melker        | Ocean Racing Technology | 30         | *              | 22       |             |
| 21                                                               | 6        | Nathanaël Berthon   | Racing Engineering      | 29         | *              | 18       |             |
| Ki                                                               | 1        | Johnny Cecotto, Jr. | Barwa Addax Team        | 16         |                | 5        |             |
| Ki                                                               | 4        | Felipe Nasr         | DAMS                    | 16         |                | 3        |             |
| Ki                                                               | 12       | Giedo van der Garde | Caterham Racing         | 16         |                | 11       |             |
| Ki                                                               | 14       | Stefano Coletti     | Scuderia Coloni         | 2          |                | 21       |             |
| Ni                                                               | 8        | Jolyon Palmer       | iSport International    |            |                | 12       |             |
| Leggyorsabb kör: Davide Valsecchi (DAMS) – 1:44,380 (25. körben) |          |                     |                         |            |                |          |             |

Megjegyzés:

* Dani Clos, Nigel Melker és Nathanaël Berthon nem fejezték be a versenyt, de teljesítették a versenytáv 90%-át, ezért rangsorolva lettek.

### Sprintverseny
| Helyezés                                                                      | Rajtszám | Versenyző           | Csapat                  | Futott kör | Idő/Kiesés oka | Rajthely | Pont |
| ----------------------------------------------------------------------------- | -------- | ------------------- | ----------------------- | ---------- | -------------- | -------- | ---- |
| 1                                                                             | 3        | Davide Valsecchi    | DAMS                    | 22         | 39:22.363      | 8        | 15   |
| 2                                                                             | 10       | Esteban Gutiérrez   | Lotus GP                | 22         | +0.399         | 6        | 12   |
| 3                                                                             | 9        | James Calado        | Lotus GP                | 22         | +10.617        | 4        | 10   |
| 4                                                                             | 23       | Luiz Razia          | Arden International     | 22         | +12.463        | 7        | 8    |
| 5                                                                             | 26       | Max Chilton         | Carlin                  | 22         | +13.573        | 5        | 6    |
| 6                                                                             | 4        | Felipe Nasr         | DAMS                    | 22         | +15.414        | 26*      | 4    |
| 7                                                                             | 8        | Jolyon Palmer       | iSport International    | 22         | +22.950        | 25       | 2    |
| 8                                                                             | 22       | Simon Trummer       | Arden International     | 22         | +30.425        | 16       | 1    |
| 9                                                                             | 12       | Giedo van der Garde | Caterham Racing         | 22         | +31.976        | 23       | 2    |
| 10                                                                            | 21       | Tom Dillmann        | Rapax                   | 22         | +32.545        | 3        |      |
| 11                                                                            | 2        | Dani Clos           | Barwa Addax Team        | 22         | +32.632        | 19       |      |
| 12                                                                            | 5        | Fabio Leimer        | Racing Engineering      | 22         | +32.856        | 2        |      |
| 13                                                                            | 20       | Ricardo Teixeira    | Rapax                   | 22         | +36.275        | 17       |      |
| 14                                                                            | 15       | Fabio Onidi         | Scuderia Coloni         | 22         | +36.477        | 1        |      |
| 15                                                                            | 27       | Rio Haryanto        | Carlin                  | 22         | +39.988        | 9        |      |
| 16                                                                            | 7        | Marcus Ericsson     | iSport International    | 22         | +40.386        | 13       |      |
| 17                                                                            | 17       | Julián Leal         | Trident Racing          | 22         | +47.410        | 12       |      |
| 18                                                                            | 25       | Nigel Melker        | Ocean Racing Technology | 22         | +56.196        | 20       |      |
| 19                                                                            | 18       | Fabrizio Crestani   | Venezuela GP Lazarus    | 22         | +59.488        | 14       |      |
| 20                                                                            | 11       | Rodolfo González    | Caterham Racing         | 22         | +1:52.968      | 15       |      |
| 21                                                                            | 19       | Giancarlo Serenelli | Venezuela GP Lazarus    | 22         | +1:53.295      | 18       |      |
| 22                                                                            | 1        | Johnny Cecotto, Jr. | Barwa Addax Team        | 21         | **             | 22       |      |
| 23                                                                            | 14       | Stefano Coletti     | Scuderia Coloni         | 20         | **             | 24       |      |
| Ki                                                                            | 6        | Nathanaël Berthon   | Racing Engineering      | 15         |                | 21       |      |
| Ki                                                                            | 24       | Brendon Hartley     | Ocean Racing Technology | 2          |                | 10       |      |
| Ki                                                                            | 16       | Stéphane Richelmi   | Trident Racing          | 0          |                | 11       |      |
| Leggyorsabb kör: Giedo van der Garde (Caterham Racing) – 1:45,650 (3. körben) |          |                     |                         |            |                |          |      |

Megjegyzés:

* Felipe Nasr 5 helyes rajtbüntetést kapott, mert a főversenyen okozott balesete elkerülhető lett volna.

** Johnny Cecotto, Jr. és Stefano Coletti nem fejezték be a versenyt, de teljesítették a versenytáv 90%-át, ezért rangsorolva lettek.

## Eredmények (második forduló)

### Időmérő
| Helyezés | Rajtszám | Versenyző           | Csapat                  | Idő      | Rajthely |
| -------- | -------- | ------------------- | ----------------------- | -------- | -------- |
| 1        | 12       | Giedo van der Garde | Caterham Racing         | 1:42.451 | 1        |
| 2        | 3        | Davide Valsecchi    | DAMS                    | 1:42.596 | 2        |
| 3        | 5        | Fabio Leimer        | Racing Engineering      | 1:42.619 | 3        |
| 4        | 26       | Max Chilton         | Carlin                  | 1:42.628 | 4        |
| 5        | 27       | Rio Haryanto        | Carlin                  | 1:42.691 | 5        |
| 6        | 23       | Luiz Razia          | Arden International     | 1:42.839 | 6        |
| 7        | 11       | Rodolfo González    | Caterham Racing         | 1:42.951 | 7        |
| 8        | 2        | Dani Clos           | Barwa Addax             | 1:43.080 | 8        |
| 9        | 7        | Marcus Ericsson     | iSport International    | 1:43.124 | 9        |
| 10       | 21       | Tom Dillmann        | Rapax                   | 1:43.163 | 10       |
| 11       | 4        | Felipe Nasr         | DAMS                    | 1:43.172 | 11       |
| 12       | 14       | Stefano Coletti     | Scuderia Coloni         | 1:43.206 | 12       |
| 13       | 10       | Esteban Gutiérrez   | Lotus GP                | 1:43.213 | 13       |
| 14       | 24       | Brendon Hartley     | Ocean Racing Technology | 1:43.219 | 14       |
| 15       | 18       | Fabrizio Crestani   | Venezuela GP Lazarus    | 1:43.311 | 15       |
| 16       | 6        | Nathanaël Berthon   | Racing Engineering      | 1:43.328 | 16       |
| 17       | 8        | Jolyon Palmer       | iSport International    | 1:43.391 | 17       |
| 18       | 14       | Fabio Onidi         | Scuderia Coloni         | 1:43.447 | 18       |
| 19       | 25       | Nigel Melker        | Ocean Racing Technology | 1:43.453 | 19       |
| 20       | 1        | Johnny Cecotto, Jr. | Barwa Addax             | 1:43.599 | 20       |
| 21       | 17       | Julián Leal         | Trident Racing          | 1:43.659 | 21       |
| 22       | 9        | James Calado        | Lotus GP                | 1:43.757 | 22       |
| 23       | 22       | Simon Trummer       | Arden International     | 1:43.929 | 23       |
| 24       | 16       | Stéphane Richelmi   | Trident Racing          | 1:44.100 | 24       |
| 25       | 20       | Ricardo Teixeira    | Rapax                   | 1:44.850 | 25       |
| 26       | 19       | Giancarlo Serenelli | Venezuela GP Lazarus    | 1:45.036 | 26       |

### Főverseny
| Helyezés                                                         | Rajtszám | Versenyző           | Csapat                  | Futott kör | Idő/Kiesés oka | Rajthely | Pont      |
| ---------------------------------------------------------------- | -------- | ------------------- | ----------------------- | ---------- | -------------- | -------- | --------- |
| 1                                                                | 3        | Davide Valsecchi    | DAMS                    | 32         | 57:35.088      | 2        | 27 (25+2) |
| 2                                                                | 5        | Fabio Leimer        | Racing Engineering      | 32         | +7.711         | 3        | 18        |
| 3                                                                | 12       | Giedo van der Garde | Caterham Racing         | 32         | +14.824        | 1        | 19 (15+4) |
| 4                                                                | 23       | Luiz Razia          | Arden International     | 32         | +24.142        | 6        | 12        |
| 5                                                                | 26       | Max Chilton         | Carlin                  | 32         | +24.705        | 4        | 10        |
| 6                                                                | 27       | Rio Haryanto        | Carlin                  | 32         | +40.965        | 5        | 8         |
| 7                                                                | 7        | Marcus Ericsson     | iSport International    | 32         | +50.645        | 9        | 6         |
| 8                                                                | 21       | Tom Dillmann        | Rapax                   | 32         | +52.522        | 10       | 4         |
| 9                                                                | 1        | Johnny Cecotto, Jr. | Barwa Addax             | 32         | +55.578        | 20       | 2         |
| 10                                                               | 10       | Esteban Gutiérrez   | Lotus GP                | 32         | +56.211        | 13       | 1         |
| 11                                                               | 4        | Felipe Nasr         | DAMS                    | 32         | +1:05.772*     | 11       |           |
| 12                                                               | 6        | Nathanaël Berthon   | Racing Engineering      | 32         | +1:06.906      | 16       |           |
| 13                                                               | 24       | Brendon Hartley     | Ocean Racing Technology | 32         | +1:07.254      | 14       |           |
| 14                                                               | 22       | Simon Trummer       | Arden International     | 32         | +1:15.486      | 23       |           |
| 15                                                               | 17       | Julián Leal         | Trident Racing          | 32         | +1:16.363      | 21       |           |
| 16                                                               | 9        | James Calado        | Lotus GP                | 32         | +1:20.506      | 22       |           |
| 17                                                               | 16       | Stéphane Richelmi   | Trident Racing          | 32         | +1:21.441      | 24       |           |
| 18                                                               | 11       | Rodolfo González    | Caterham Racing         | 32         | +1:29.206*     | 7        |           |
| 19                                                               | 25       | Nigel Melker        | Ocean Racing Technology | 32         | +1:29.955      | 19       |           |
| 20                                                               | 14       | Fabio Onidi         | Scuderia Coloni         | 32         | +1:47.146      | 18       |           |
| 21                                                               | 14       | Stefano Coletti     | Scuderia Coloni         | 31         | +1 kör         | 12       |           |
| 22                                                               | 19       | Giancarlo Serenelli | Venezuela GP Lazarus    | 31         | +1 kör         | 26       |           |
| 23                                                               | 20       | Ricardo Teixeira    | Rapax                   | 31         | +1 kör         | 25       |           |
| 24                                                               | 8        | Jolyon Palmer       | iSport International    | 30         | **             | 17       |           |
| Ki                                                               | 18       | Fabrizio Crestani   | Venezuela GP Lazarus    | 24         |                | 15       |           |
| Ki                                                               | 2        | Dani Clos           | Barwa Addax             | 8          |                | 8        |           |
| Leggyorsabb kör: Davide Valsecchi (DAMS) – 1:45,281 (23. körben) |          |                     |                         |            |                |          |           |

Megjegyzés:

* Felipe Nasr és Rodolfo González a sárga zászlós figyelmeztetés figyelmen kívül hagyása miatt 22 másodperces időbüntetést kaptak a verseny után.

** Jolyon Palmer nem fejezte be a versenyt, de teljesítette a versenytáv 90%-át, ezért rangsorolva lett.

### Sprintverseny
| Helyezés                                                                  | Rajstzám | Versenyző           | Csapat                  | Futott kör | Idő/Kiesés oka | Rajthely | Pont      |
| ------------------------------------------------------------------------- | -------- | ------------------- | ----------------------- | ---------- | -------------- | -------- | --------- |
| 1                                                                         | 21       | Tom Dillmann        | Rapax                   | 23         | 41:16.276      | 1        | 15        |
| 2                                                                         | 23       | Luiz Razia          | Arden International     | 23         | +0.198         | 5        | 14 (12+2) |
| 3                                                                         | 3        | Davide Valsecchi    | DAMS                    | 23         | +3.958         | 8        | 10        |
| 4                                                                         | 10       | Esteban Gutiérrez   | Lotus GP                | 23         | +16.488        | 10       | 8         |
| 5                                                                         | 4        | Felipe Nasr         | DAMS                    | 23         | +18.602        | 11       | 6         |
| 6                                                                         | 27       | Rio Haryanto        | Carlin                  | 23         | +20.425        | 3        | 4         |
| 7                                                                         | 7        | Marcus Ericsson     | iSport International    | 23         | +26.294        | 2        | 2         |
| 8                                                                         | 5        | Fabio Leimer        | Racing Engineering      | 23         | +29.605        | 7        | 1         |
| 9                                                                         | 14       | Fabio Onidi         | Scuderia Coloni         | 23         | +33.490        | 20       |           |
| 10                                                                        | 6        | Nathanaël Berthon   | Racing Engineering      | 23         | +34.078        | 12       |           |
| 11                                                                        | 25       | Nigel Melker        | Ocean Racing Technology | 23         | +43.463        | 19       |           |
| 12                                                                        | 9        | James Calado        | Lotus GP                | 23         | +44.371        | 16       |           |
| 13                                                                        | 26       | Max Chilton         | Carlin                  | 23         | +46.743        | 4        |           |
| 14                                                                        | 17       | Julián Leal         | Trident Racing          | 23         | +47.439        | 15       |           |
| 15                                                                        | 11       | Rodolfo González    | Caterham Racing         | 23         | +54.991        | 18       |           |
| 16                                                                        | 24       | Brendon Hartley     | Ocean Racing Technology | 23         | +59.764        | 13       |           |
| 17                                                                        | 16       | Stéphane Richelmi   | Trident Racing          | 23         | +1:00.655      | 17       |           |
| 18                                                                        | 14       | Stefano Coletti     | Scuderia Coloni         | 23         | +1:02.090      | 21       |           |
| 19                                                                        | 12       | Giedo van der Garde | Caterham Racing         | 23         | +1:02.632      | 6        |           |
| 20                                                                        | 20       | Ricardo Teixeira    | Rapax                   | 23         | +1:07.468      | 23       |           |
| 21                                                                        | 19       | Giancarlo Serenelli | Venezuela GP Lazarus    | 23         | +1:08.293      | 22       |           |
| 22                                                                        | 8        | Jolyon Palmer       | iSport International    | 23         | +1:18.688      | 24       |           |
| 23                                                                        | 18       | Fabrizio Crestani   | Venezuela GP Lazarus    | 23         | +1:26.049      | 26*      |           |
| 24                                                                        | 22       | Simon Trummer       | Arden International     | 21         | **             | 14       |           |
| Ki                                                                        | 2        | Dani Clos           | Barwa Addax             | 19         |                | 25       |           |
| Ki                                                                        | 1        | Johnny Cecotto, Jr. | Barwa Addax             | 0          |                | 9        |           |
| Leggyorsabb kör: Luiz Razia (Arden International) – 1:46,569 (16. körben) |          |                     |                         |            |                |          |           |

Megjegyzés:

* Fabrizio Crestani 5 helyes rajtbüntetést kapott, mert a főversenyen figyelmen kívül hagyta a sárga zászlós figyelmeztetést.

** Simon Trummer nem fejezte be a versenyt, de teljesítette a versenytáv 90%-át, ezért rangsorolva lett.